# Aciagrion balachowskyi
Aciagrion balachowskyi är en trollsländeart som beskrevs av Legrand 1982. Aciagrion balachowskyi ingår i släktet Aciagrion och familjen dammflicksländor. IUCN kategoriserar arten globalt som otillräckligt studerad. Inga underarter finns listade i Catalogue of Life.